# 馬希納山脈

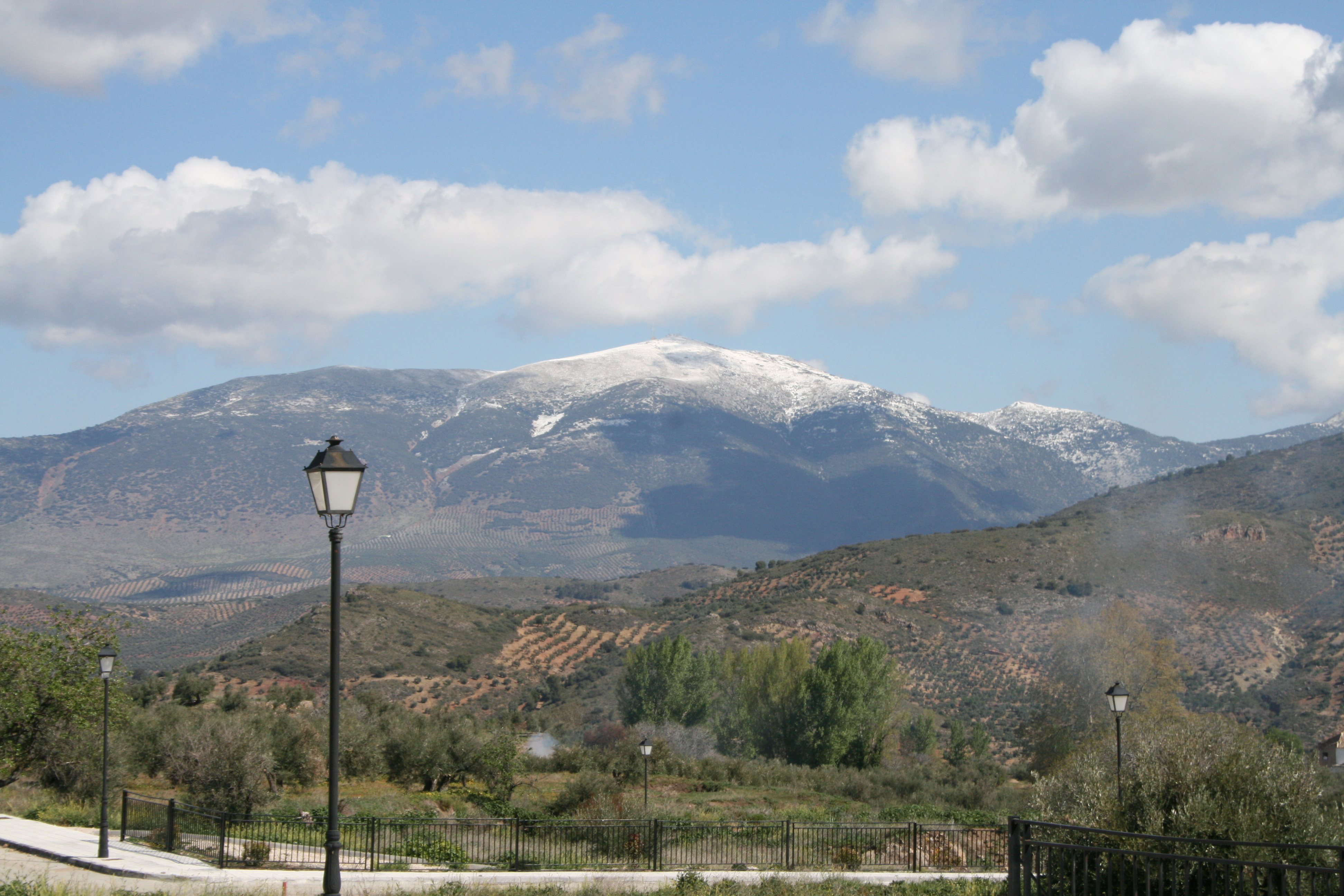

37°43′N 3°28′W / 37.717°N 3.467°W
馬希納山脈（西班牙語：Sierra Mágina），是西班牙的山脈，位於該國南部格拉納達省，屬於薩貝蒂科山脈的一部分，最高點海拔高度2,167米，南面是瓜達奧爾圖納。